# غلوريا هووبر
غلوريا هووبر (بالإيطالية: Gloria Hooper)‏ هي عداءة سريعة إيطالية، ولدت في 3 مارس 1992 في فيلافرانكا دي فيرونا في إيطاليا.

## وصلات خارجية
- غلوريا هووبر على موقع الاتحاد الدولي لألعاب القوى (الإنجليزية)
- غلوريا هووبر على موقع الاتحاد الإيطالي لألعاب القوى (الإيطالية)
- غلوريا هووبر على موقع الدوري الماسي (الإنجليزية)
- غلوريا هووبر على موقع اللجنة الأولمبية الدولية (الإنجليزية)
- غلوريا هووبر على موقع أوليمبيديا (الإنجليزية)
- غلوريا هووبر على موقع اللجنة الأولمبية الإيطالية (الإيطالية)